# 松葉通り (岡崎市)

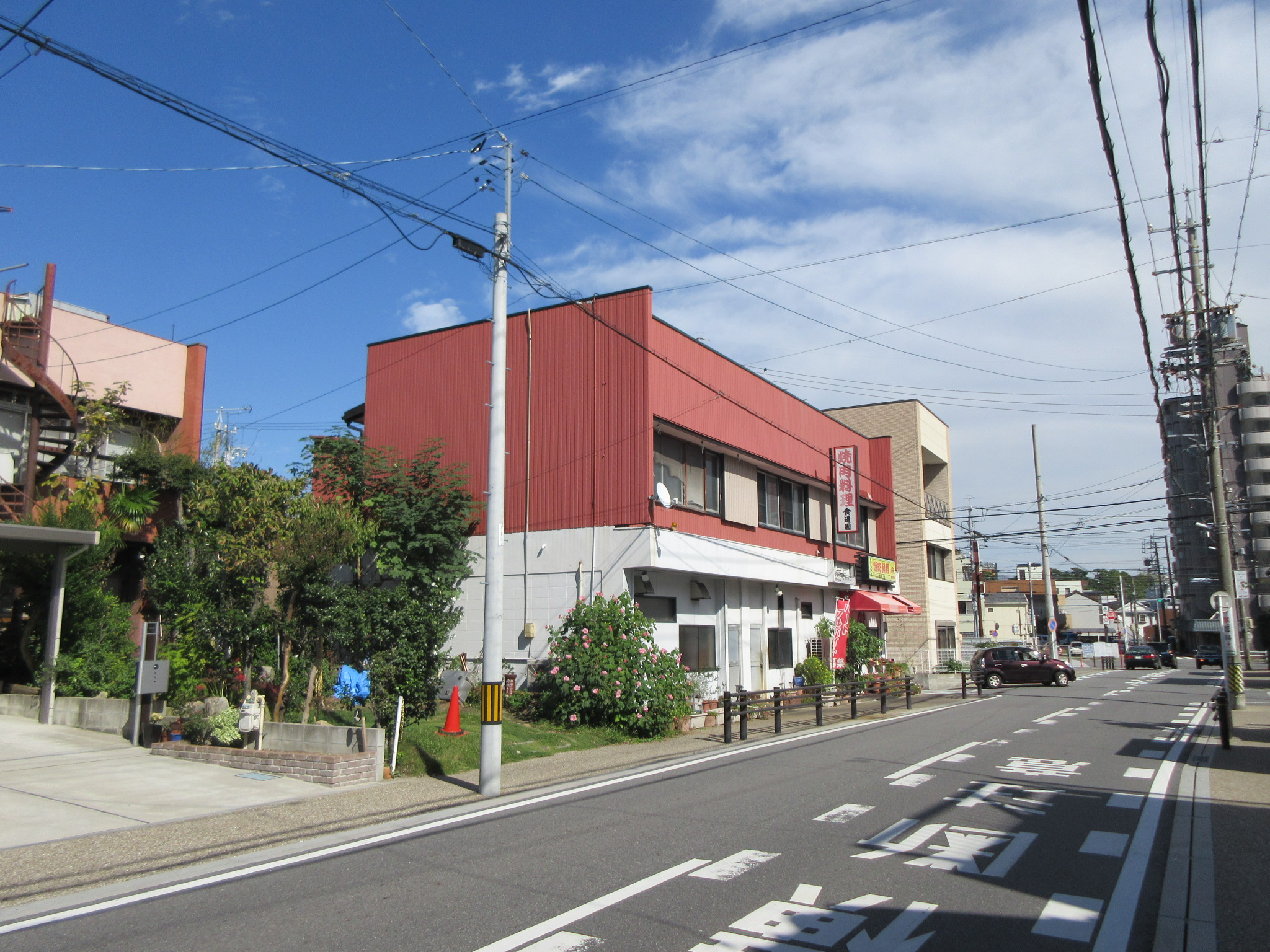
松葉通り（写真奥が国道248号）

松葉通り（まつばどおり）とは、愛知県岡崎市中岡崎町を東西に通る道路の通称名である。全線が「岡崎城下二十七曲り」の一部に含まれている。

## 概要
松葉通りの名称は、かつてこの地にあった松葉総門に由来する市道の愛称である。現在、松葉総門は見る影もなく、松葉通りの中ほどあたりに碑が残されているのみである。かつて板屋町とを結ぶ松葉橋があったが、その西側に位置する。
現在の交通実態としては、矢作橋方面へ行こうとする自動車が、慢性的な渋滞の発生しやすい八帖交差点（国道1号と国道248号との交差点）を避けて、信号機のない松葉通りを通行し、さらにきらり通りを北上して国道1号に合流するという状態がよく見受けられる。通り抜けが多い道路という性格が強い。

### 松葉総門
松葉総門は江戸時代に岡崎城総曲輪の西側出入口に設置された総門である。水野忠善が岡崎城の城主だった1654年（承応3年）に岡崎城の東側の籠田総門とともに建てられた。総門には番所も併置され、西から東海道を矢作橋を渡ってきて松葉総門を通行しようとする者はここで改めを受けた。番所の前には枡形の空き地があった。

## 区間
- 中岡崎交差点から愛知環状鉄道・愛知環状鉄道線 中岡崎駅高架手前（中岡崎町9番地20先）まで
  - 延長：約160m

## 接続する路線
- 八帖往還通り（岡崎市）
- 八丁蔵通り（岡崎市）
- きらり通り（岡崎市）

## 沿線・周辺
- 松葉総門跡
- 松葉弁才天